# Пет прасића
Пет прасића је детективски роман британске списатељице Агате Кристи које је издавачка кућа "Dodd, Mead and Company" први пут објавила у САД -у у мају 1942. под насловом Убиство у ретроспективи, а у Великој Британији у издању издавачке куће "Collins Crime Club" у јануару 1943. иако неки извори наводе да је објављивање извршено у новембру 1942. Прво британско издање носи датум ауторских права из 1942. и продато је у малој количини за осам шилинга док је цена за америчко издање била 2 долара.
У књизи се појављује Херкул Поаро. Књига Пет прасића необична је по начину на који се исти догађаји препричавају са становишта пет особа присутних на дан убиства шеснаест година раније. Професионални сликар Амијас Крејл отрован је у рођеној кући. Његова супруга Керолајн је невино осуђена за убиство и умрла је у затвору. Њено последње писмо из затвора открива да није крива за убиство. Од Поароа се тражи да сазна шта се заправо догодило у овом нерешеном случају на основу сећања људи најближих брачном пару.
Роман је у време објављивања позитивно прихваћен. "Невероватна вештина ауторке. Одговор на загонетку је сјајан." Његов "разбијачки обрачуни у последњем тренутку... Па све до садашњости" сабира реаговања двоје рецензената. Други је рекао да је ауторка представила "веома леп проблем за генијалног читаоца" и сматрао да је траг решења "потпуно задовољавајући". Каснији рецензенти су користили чвршће изразе хвале, "завере у убиству у прошлости" као најбољи од уређаја које је Кристијева употребљавала и "Све у свему, то је лепо скројена књига, богата и задовољава" и вероватно њен најбољи роман. Решење загонетке било је "не само одмах уверљиво, већ и задовољавајуће па чак и покретно у својој неизбежности и мрачности".

## Радња
Шеснаест година након што је Керолајн Крејл осуђена за убиство свог супруга Амијаса, њена ћерка Карла Лемарчант обраћа се Херкулу Поароу тврдећи да је њена мајка била невина. Мајка јој је то рекла у писму које је Карла примила када је напунила 21 годину. Плаши се да ће је вереник оставити ако се не открије истина иза убиства. Поаро пристаје на њен захтев и сазнаје да је на дан убиства у кући Крејлових било још петоро људи које је назвао "пет прасића" - берзански посредник Филип Блејк, његов брат и хемичар почетник Мередит, Керолајнина млађа полусестра Анђела Ворен, Анђелина гувернанта Сесилија Вилијамс и Елза Грир (сада леди Дитишам), млада жена која је тема најновије Амијасове слике. Полицијка истрага открила је да је Амијас отрован конином пронађеним у чаши из које је пио хладно пиво. Отров је из Мередитове лабораторије украла Керолајн која је признала да га је украла јер је планирала да га употреби за самоубиство.
Како је полиција сазнала да је Керолајн дала флашу хладног пива, утврдили су да је она убица. Веровало се да је њена побуда план мужа да се разведе и ожени са Елзом, својом последњом љубавницом. И раније је имао љубавнице, али никада није напуштао Керолајн. Разговарајући са сваким од петоро других осумњичених, Поаро примећује да нико од њих нема очигледну побуду: браћа Блејк имају различита гледишта о Керолајн, Елза се сећа да је чула свађу између Керолајн и Амијаса у којој се он заклео да ће се развести од своје жене, а она је у одговору дала горку примедбу речима "ти и твоје жене". Амијас се спремао да пошаље Анђелу, на основу примедбе коју су чула браћа Блејк. Мередит се присетио да је видео Амијаса како својој слици даје "злонамерни одсјај". Сесилија је била сведокиња како је Керолајн брисала отиске прстију са флаше пива док је чекала код Амијасовог тела. Анђела једина верује да је њена сестра невина.
Кад је окупио осумњичене, заједно са Карлом и њеним вереником, Поаро открива да је Керолајн била невина, али је одлучила да се не брани на суду јер је веровала да је Анђела починила убиство. Његова истрага је открила да је Анђела била љута на Амијаса и да је планирала подвалу, несвесна напетости између своје сестре и зета. Анђела је руковала флашом пива, али у њу ништа није ставила јер ју је сестра зауставила и уместо тога однела мужу.
Кад је касније пронашла мужа мртвог, Керолајн је претпоставила да је њена сестра убацила нешто у флашу па је преузела кривицу. Када је полиција оптужила Керолајн за убиство, она се није борила за себе сумњајући да нема друге криве стране. Керолајн је ово видела као начин да се искупи зато што је гађала тегом Анђелу због чега је остала слепа на десно око и због чега јој је остао ожиљак на десној страни лица. Поаро је Керолајнин поступак брисања флаше видео као доказ да није крива. Према налазима полиције, Керолајн је претпоставила да се отров налазио у флаши пића. Поаро открива да је Анђела била у Мередитовој лабораторији како би украла одољен како би га искористила као део те шале која се никада није догодила.
Поаро наводи да је убица Елза Грир. Елза је озбиљно схватила Амијасово обећање да ће је оженити, несвесна да је то учинио само да би је задржао док слика не буде била готова. Након што је чула како је Амијас уверавао своју жену да је неће напуштати (баш као и у вези са свим претходним љубавницама), Елза се осетила изданом и желела је освету. Када су Керолајн и Амијас касније разговарали, његова примедба се тицала његових планова да заправо пошаље Елзу. Елза је видела како је Керолајн узела конин у Мередитовој лабораторији па га је узела из Керолајнине собе под изговором да је узела кардиган, а затим га сипала у чашу топлог пива коју је дала Амијасу. Његова опаска да је "данас све укусно" открила је Поароу да је Амијас сигурно попио отров пре него што му је Керолајн дала хладно пиво које је имало гадан укус. А то је било топло пиво које му је дала Елза. Док је сликао, Амијас није знао да је отрован све док није почео да слаби. Самој слици и "злонамерном одсјају" Мередит је присуствовао чиме је откривено да је Амијас знао да га је отровала Елза.
Поароово објашњење решава случај на задовољство Карле и њеног вереника. Иако су изгледи за помиловање за Керолајн или осуду Елзе мале уз посредне доказе, Поаро планира да своје налазе представи полицији. Елза потврђује меру свог пораза јер је осећала да су Амијас и Керолајн заједно побегли чиме јој је живот постао празан.

## Ликови
- Херкул Поаро: Белгијски детектив
- Карла Лемарчант: Ћерка Керолајн и Амијаса Крејла. Имала је 5 година када јој је отац убијен у њиховој кући у Алдербурију.
- Џон Ратери: Карлин вереник.
- Амијас Крејл: Сликар по занимању и човек који је волео пиво и љубавнице, али је највише волео своју жену. Убијен је 16 година пре него што је прича почела.
- Керолајн Крејл: Амијасова супруга и полусестра знатно млађе Анђеле Ворен. Проглашена је кривом за убиство свог мужа. Умрла је у затвору после годину дана.
- Сер Монтагју Деплич: Саветник одбране на првобитном суђењу.
- Квентин Фог: Тужилац на првобитном суђењу.
- Џорџ Мејхју: Син Керолајниног заступника у првобитном суђењу.
- Едмундс: Управник у Мејхјуовом предузећу.
- Кејлеб Џонатан: Породични заступник Крејлових
- Надзорник Хејл: Истражни службеник на изворном случају

"Пет прасића":
- Филип Блејк: берзански посредник ("отишао на тржиште").
- Мередит Блејк: Филипов старији брат и повучени, некадашњи травар почетник који поседује суседно имање вилу "Рука" ("остао код куће").
- Елза Грир (Леди Дитишам): Размажена дама из друштва („имала печенку“) и убица.
- Сесилија Вилијамс: предана гувернанта ("није имала ниједну").
- Анђела Ворен: Полусестра Керолајн Крејл и обогаљена археологиња ("певушила 'ви ви ви' све до куће").

## Књижевни значај и пријем
Рецензија аутора и критичара Мориса Вилсона Дишера у часопису Књижевни додатак 16. јануара 1943. закључила је: "Ниједан човек надахнут против злочина неће приговорити да се прича о томе како је сликар умро мора испричати много пута, чак и ако то ствара занимање које са више проблема него заплета показује ауторову невероватну вештину. Одговор на загонетку је сјајан."
Морис Ричардсон прегледао је роман у издању часописа Посматрач 10. јануара 1943. године написавши: "Упркос само петоро осумњичених, госпођа Кристи, као и обично, читаоцу ставља прстен кроз нос и води га до једног од својих разбијајућих обрачуна у задњи час. Ово је сасвим у складу са мерилима њеног средњег Поароовог раздобља. Не треба више говорити."
Џ. Д. Бересфорд из часописа Чувар 20 јануара 1943. године је после разматрања написао: "... Кристијева никад није оманула, а њених Пет прасића представља веома лепа проблем за генијалног читаоца". Закључио је да је траг о томе ко је починио злочин "потпуно задовољавајући".
Роберт Барнард има велике похвале за овај роман и његову радњу. Он је приметио да је то "Заплет убиства из прошлости у свом првом и најбољем изгледу - не прихватајте касније замене. Представљање замршеније него обично, карактеризација суптилнија." Његов суд је био да је "Све у свему, то лепо кројена књига, богата и задовољавајућа. Садашњи писац би био спреман да пружи руку и каже да је ово најбоља Кристијева од свих."
Чарлс Озборн похвалио је овај роман, рекавши да "Решење загонетке у књизи Пет расића није само одмах уверљиво, већ и задовољавајуће, па чак и дирљиво по својој неизбежности и мрачности."

## Помињања и алудирања
Наслов романа потиче из дечје песмице, која се обично назива „Ово мало прасе“, а коју Поаро користи за организовање својих мисли у вези истраге. Свако од пет прасића наведених у стиховима користи се као наслов за поглавље у књизи, што одговара петоро осумњичених. Агата Кристи је користила овај стил наслова и у другим романима, међу којима су 1, 2, ципела се распала, Хикори Дикори Док, Џеп пун ражи и Зла кућа.
Херкул Поаро ппомиње славни случај Холија Харвија Крипена као пример злочина поново покренутог како би задовољио надахнуће јавности за психологију.
Ромео и Јулија је тема међу ликовима који се присећају суђења, почевши од заступника Кејлеба Џонатана који је читао Јулиине редове из призора са балкона: "Ако је то твоја љубав...". Џонатан пореди Јулију са ликом Елзе Грир због њихове страсти, непромишљености и недостатка бриге за друге људе.
Конин (у причи, посебно конин хидробромид, изведен из отровне кукуте) је заиста био отров којим је Сократ одузео себи живот како је то описао Федон и заиста се користио за лечење великог кашља и астме. "Закон о отровима" на који се позива је Закон о фармацији и отровима из 1933. године, сада замењен Законом о отровима из 1972. године.
Слику која је окачена на зид собе Сесилије Вилијамс и описана као "слепа девојка која седи на поморанџи" насликао је Џорџ Фредерик Вотс и зове се "Нада". У њој је слепа девојка представљена са харфом која, иако јој је преостала само једна жица, не одустаје од свирања. Опис је урадио Освалд Бастабл, лик у трећој књизи о Бастаблу у низу Едит Незбит под називом Нови трагачи за благом. Други препознатљиви отисци су Данте и Беатрис на мосту и Пролеће Ботичелија.
Амијас има две слике у Тејту. Госпођица Вилијамс омаловажавајуће напомиње: "Тако је и један од кипова господина Епштајна", мислећи на британског вајара америчког порекла Џејкоба Епштајна.
Кад се Поаро упознао са Маредитом блејком он се представио као пријатељ леди Мери Литон Гор, лика познатог из књиге Трагедија у три чина. На овај случај Поаро се позивао и много година касније у књизи Слонови памте објављеној 1972. године.
„Узми шта желиш и плати за то, каже Бог“, Елза цитира „стару шпанску пословицу“. Иста пословица се наводи у књизи Божић Херкула Поароа. Изрека се помиње у књигама Јужно јахање (1936) Винифред Холтби и Око ветра (1929) Едварда Верала Лукса.
"Занимљиве гробнице у Фајуму" се односе на Фајумски базен јужно од Каира, познат по портретима мумија из Фајума .
Ангела Ворен се односи на Шекспира , и цитира Џон Милтон 'и Цомус : "Под стакласто, кул, провидне талас".
У британској варијанти књиге Пет прасића, Поаро се позива на роман Месец и шест пенија В. Сомерсета Мома када пита Анђелу Ворен да ли га је недавно прочитала у време убиства. Поаро закључује да је Анђела сигурно прочитала Месец и шест пенија из појединости дате у извештају Филипа Блејка о убиству у којем описује бесну Анђелу која се свађа с Амијасом и изражава наду да Амијас умре од губе.  Централни лик романа Месец и шест пенија Чарлс Стрикланд је берзански посредник који напушта своју жену и децу да би постао уметник и на крају умире од губе.

## Прилагођавања

### Позориште
Кристијева је 1960. књигу прилагодила у представу „Назад на убиство“ , али је Поароа избацила из приче. Његову функцију у причи млади заступник Џастин Фог, син заступника који је предводио одбрану Керолајн Крејл. Током представе открива се да је Карлин вереник одвратан Американац који је оштро против тога да она поново разматра случај па га она на крају оставља због Фога. Представа Назад на убиство имала је премијеру у Единбургу у Шкотској. Касније је у лондонско Војвоткињино позориште стигло 23. марта 1960. године, али је имало само тридесет седам извођења.
Представа Назад на убиство укључена је у збирку Кристијеве из 1978. године „Мишоловка и друге представе“.

### Телевизија
- Роман Пет прасића екранизован је 2003. године као 1. епизода 9. сезоне серије Поаро са Дејвидом Сачетом у насловној улози. Било је много промена у причи. Керолајн је погубљена, а не осуђена на доживотну робију и затим годину дана касније умрла. Филип је био заљубљен у Амијаса, а не у Керолајн што је био корен његове мржње према њој. Карлино име је промењено у Луси и нема вереника. Не плаши се да има наследне злочиначке склоности и само жели да докаже да је њена мајка невина. Након што Поаро разоткрио Елзу, Луси јој је запретила пиштољем пиштољем. Елза ју је изазивала да пуца, али Поаро је наговара Луси да пусти Елзу како би се суочила са правдом.
У екранизацији из 2003. године играју Рејчел Стирлинг као Керолајн, Џули Кокс као Елза, Тоби Стивенс као Филип, Ејдан Гилен као Амијас, Софи Винклман као Анђела, Талула Рајли као мала Ангела, Ејми Малинс као Луси, Марк Ворен као Мередит, Патрик Малахајд као сер Монтагју Деплич и Џема Џоунс као госпођица Вилијамс.
- Роман је 2011. године екранизован као 7. епизода 1. сезоне серије Мала убиства Агате Кристи, француске телевизијске серије. Место радње је промењено у Француску, Поаро је изостављен, а случај решавају Емил Лампион (Мариус Колучи), полицијски детектив који је постао приватни истражитељ, и његов бивши шеф главни инспектор Ларосије (Антоан Дулери). Радња је поново врло штуро екранизована. Изостављен је лик Филипа Блејка. Керолајн је жива и ослобођена на крају. Обележје "пет прасића" са осумњиченима је изостављено, али се рима појављује у сећањима лика Карле на оца из детињства.

### Радио
Роман Пет прасића је прилагођен за радио и емитован је на ББЦ Радиу 4 у 1994. године, а Џон Мофат је туачио Поароа.

## Напомена
1. ↑  Међутим, у америчком издању књиге, Убиство у ретроспективи, Поаро помиње само књигу о "животу сликара Гогена" и није помињао ни наслов ни име писца, али је помињање губе остало непромењено.[16] Једно време се мислило да је Гоген умро од губе, али је то одбачено почетком 1921. године.[17][18]